# 제루동 인터내셔널 스쿨

제루동 인터내셔널 스쿨(Jerudong International School)은 브루나이의 사립 12년제 국제 초중고등학교이다.

## 교내 연혁과 역사
1997년 1월 10일, 브루네이 수도 반다르 세리 베가완에서 첫 개교되어 그 이후 현재에 이르고 있는 그야말로 아시아 국가에서 제법 이름 있는 국제 학교라 알려져 있다.